# Socket sTR5
El socket sTR5 es un zócalo de CPU de matriz de cuadrícula terrestre (LGA) diseñado por AMD. Es compatible con la serie Ryzen Threadripper 7000 basada en Zen 4, que se lanzó en noviembre de 2023.

## Detalles
sTR5 es un zócalo de CPU para procesadores destinados a estaciones de trabajo (Workstation) Ryzen Threadripper HEDT y Ryzen Threadripper Pro. Esto es diferente a las generaciones anteriores (series 3000 y 5000) de procesadores Ryzen Threadripper / Threadripper Pro, que funcionaban en zócalos separados, el zócalo sTRX4 y sWRX8 respectivamente.
El zócalo sTR5 tiene dos conjuntos de chips disponibles: TRX50 para sistemas de consumidor final minorista HEDT y WRX90 para sistemas de estaciones de trabajo profesionales. TRX50 admite los modelos de CPU Threadripper y Threadripper PRO, mientras que WRX90 solo admite los modelos Threadripper Pro.
El socket sTR5 admite memoria DDR5 ECC RDIMM y PCIe 5.0. No admite DIMM no registrados, RAM no-ECC ni DDR4. El número máximo de canales de memoria es 8 y el número máximo de líneas PCIe 5.0 es 128 con una CPU Threadripper PRO y una placa base WRX90.